# Conservati fedele

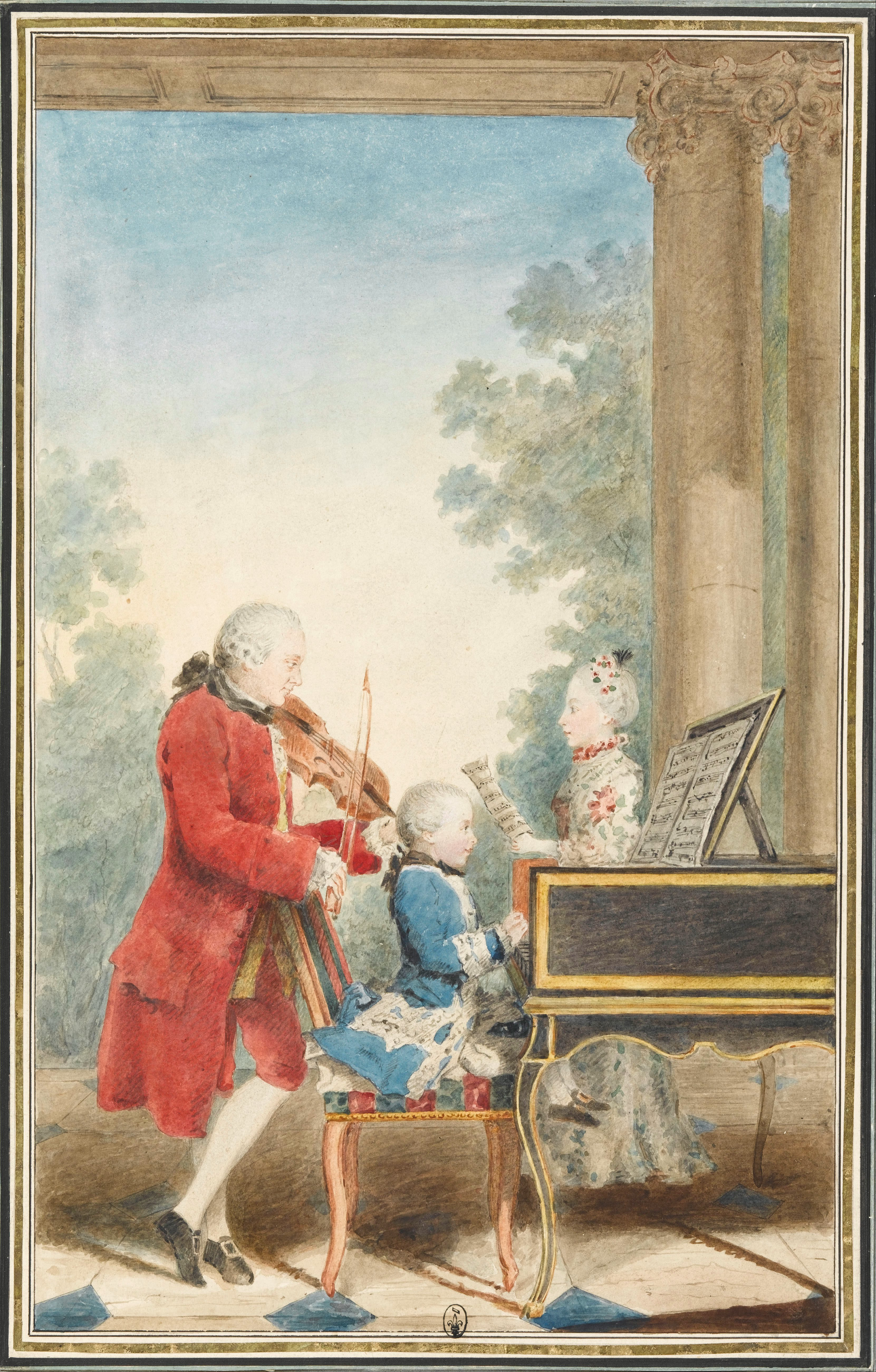
La Familia Mozart de viaje: Leopold, Wolfgang, y Nannerl. Acuarela de Carmontelle, ca. 1763/1764

Conservati fedele, K. 23, es un aria de concierto para soprano y orquesta de Wolfgang Amadeus Mozart.

## Historia
Mozart compuso el aria en octubre de 1765 en su estancia en La Haya durante el gran viaje de la familia Mozart, cuando tenía la edad de nueve años. Tanto Wolfgang como su hermana Nannerl estaban bastante enfermos en el momento. La pieza fue cuidadosamente revisada en enero de 1766, posiblemente para ser interpretada ante la princesa Carolina de Orange-Nassau. En su lista de obras de Wolfgang que inició en 1768 en Viena, su padre Leopold introdujo como el n.º 2 de 15 Arias Italianas, compuestas en Londres y La Haya (en alemán: 15 Italiänische Arien theils in London, theils im Haag Componiert).
La Biblioteca Newberry (Case MS 6A, 48) de Chicago, adquirió el manuscrito (6 hojas, 11 páginas) a través de un legado del cantante de ópera Claire Dux —Charles H. Swift— (1885–1967 en Chicago). Previamente había pertenecido a Raphael Georg Kiesewetter, quien regalo el autógrafo a Aloys Fuchs. Tanto Fuchs como Abate Maximilian Stadler confirmaron su autenticidad con sus firmas el 7 de diciembre de 1832. La Neue Mozart-Ausgabe también hace alusión a un autógrafo (4 hojas, 7 páginas) en la Biblioteca Nacional de Francia en su colección Malherbe.

## Texto
El texto está tomado del libreto Artaserse de Metastasio, que ha sido puesto en música por numerosos compositores, entre ellos Johann Christian Bach a quien Mozart había conocido poco tiempo atrás en Londres. La obra de Mozart más larga con texto de Metastasio fue su penúltima ópera, La clemenza di Tito, así como una de las primeras, Il re pastore.
La letra elegida por Mozart son los versos de despedida de la hermana de Artaserse, Mandane, en el acto I, escena 1, cuando ella se despide de su amado Arbace:
| Conservati fedele; Pensa ch'io resto, e peno, E qualche volta almeno Ricordati di me. Ch'io per virtù d'amore, Parlando col mio core, Ragionerò con te. | Manténte fiel; piensa que yo permanezco, y sufro, y alguna vez al menos acuérdate de mí. Que yo por virtud del amor[nota 1] hablando con mi corazón he de conversar contigo. |
El texto de Conservati fedele también ha sido puesto en música por Leonardo Vinci (1690–1730) y Johann Adolph Hasse (1699–1783) en sus respectivas óperas Artaserse, por Antonio Salieri y Marianne von Martínez (1744–1812) como arias de concierto, dos veces por Joseph Martin Kraus (1756–1792), por Ferdinando Carulli (1770–1841) para voz y guitarra, y por Theodor von Schacht (1748–1823) en forma de canon para tres voces iguales acompañadas por un clavecín y/o guitarra.

## Música
La obra está escrita para soprano, dos violines, viola, violonchelo y contrabajo; el tempo es Andante grazioso, el compás es 2/4, la tonalidad es la mayor. Su interpretación lleva por lo general 7 minutos.
Está compuesto como un aria da capo (compases 1–86) con una breve sección central (Ch'io per virtù d'amore, compases 87–100) que tiene el tempo de Allegretto y está en la tonalidad homónima menor (la menor). El aria consiste casi en su totalidad en frases de dos compases.
Tras escuhar esta pieza y Va, dal furor portata (KV 21) ambas escritas por el Mozart de nueve años de edad, el Baron Grimm predijo que "el niño podría tener una actuación de ópera en un teatro italiano antes de que cumpla los doce años".

## Grabaciones
Se recomienda la de Teresa Berganza.